# 鋸棘冰杜父魚
鋸棘冰杜父魚，為輻鰭魚綱鮋形目杜父魚亞目杜父魚科的其中一種，為溫帶海水魚，分布於北太平洋鄂霍次克海東部至阿拉斯加阿留申群島、加拿大溫哥華島海域，棲息深度25-770公尺，體長可達24公分，棲息在底層水域，生活習性不明。

## 扩展阅读
維基物種上的相關：鋸棘冰杜父魚